# Isabella Greenway

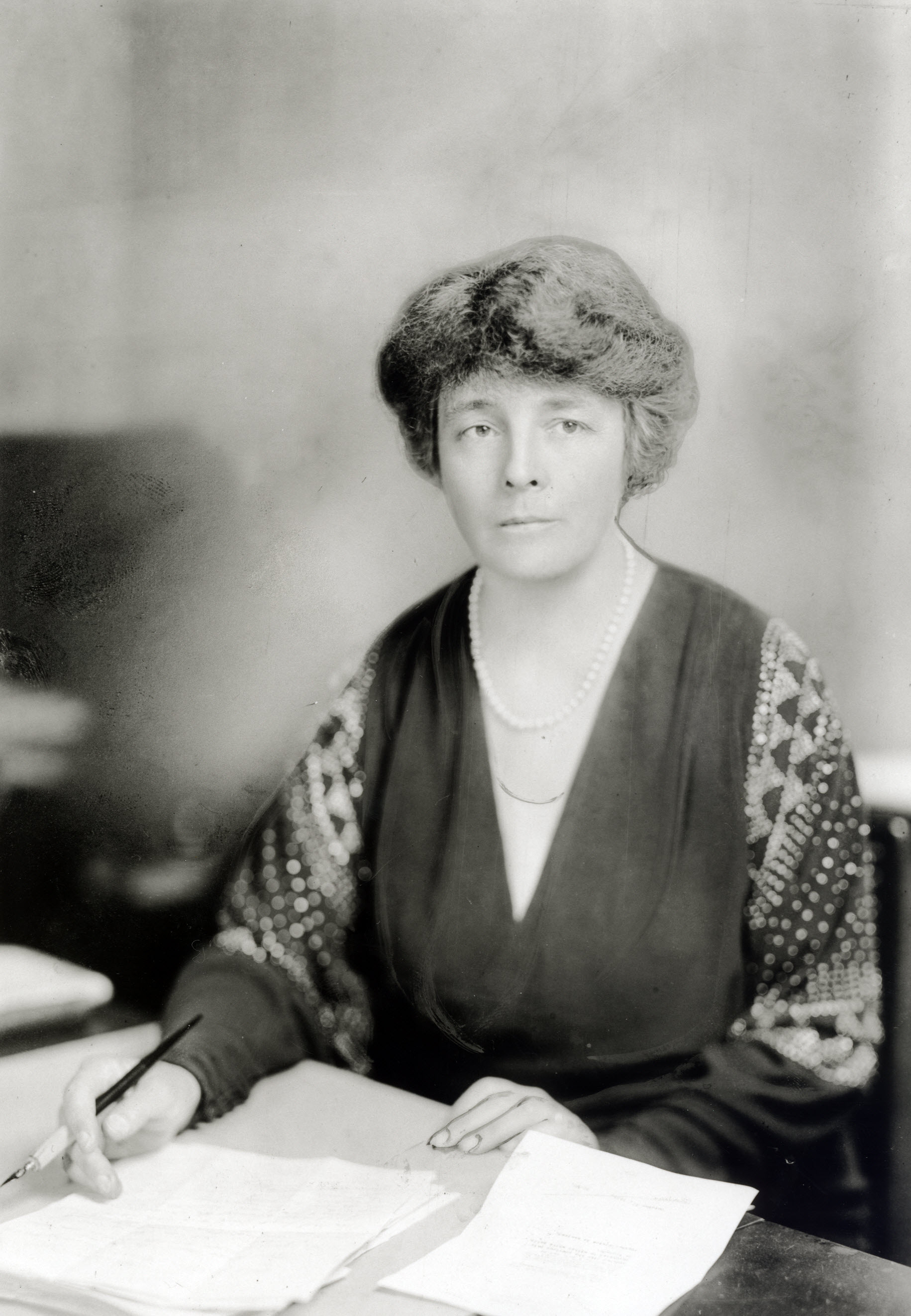
Isabella Greenway

Isabella Selmes Greenway King (* 22. März 1886 im Boone County, Kentucky; † 18. Dezember 1953 in Tucson, Arizona) war eine US-amerikanische Politikerin. Zwischen 1933 und 1937 vertrat sie den ersten Wahlbezirk des Bundesstaats Arizona im US-Repräsentantenhaus.

## Frühe Jahre und privates Umfeld
Isabella Greenway wurde im Jahr 1886 als Isabella Selmes geboren. Nach der Grundschule besuchte sie die Miss Chapins School in New York City. In New York freundete sie sich mit Eleanor Roosevelt an und war im Jahr 1905 Brautjungfer bei deren Hochzeit mit Franklin D. Roosevelt. Im Alter von 19 Jahren heiratete sie Robert Ferguson. Da dieser an Tuberkulose erkrankte, zog die Familie im Jahr 1910 nach Tyrone im heutigen Staat New Mexico. Aus der Ehe mit Robert Ferguson ging ein Sohn hervor. Nach dem Tod ihres Mannes zog sie nach Santa Barbara in Kalifornien, wo sie den reichen Geschäftsmann John Campbell Greenway heiratete. Aus dieser Ehe gingen zwei Kinder hervor. Ihr zweiter Ehemann starb 1926, woraufhin sie nach Tucson in Arizona zog. Später heiratete sie Harry O. King.

## Politische und geschäftliche Laufbahn
Greenway wurde Mitglied der Demokratischen Partei. Im Jahr 1918 war sie, noch in New Mexico, Vorsitzende der sogenannten "Women’s Land Army of New Mexico". Nach ihrem Umzug nach Tucson wurde sie Mitglied im Democratic National Committee. Damals engagierte sie sich auch in verschiedenen geschäftlichen Bereichen. Sie wurde Eigentümerin einer großen Ranch, auf der sie Viehzucht betrieb. Zwischen 1929 und 1934 war sie auch Eigentümerin der Fluggesellschaft Gilpin Airlines in Los Angeles. Ebenfalls seit 1929 war sie in Tucson im Hotelgeschäft tätig.
Als der Kongressabgeordnete des ersten Wahlbezirks von Arizona, Lewis Williams Douglas, im März 1933 auf seinen Sitz im Kongress verzichtete, wurde Isabella Greenway zu dessen Nachfolgerin gewählt. Nach einer Wiederwahl bei den Kongresswahlen des Jahres 1934 konnte sie ihr Mandat im Repräsentantenhaus zwischen dem 3. Oktober 1933 und dem 3. Januar 1937 ausüben. Sie war Mitglied des Ausschusses, der sich mit der Errichtung des Mount-Rushmore-Denkmals befasste. Im Jahr 1936 kandidierte sie nicht für eine weitere Amtszeit.
Nach dem Ende ihrer Zeit im Kongress zog sich Isabella Greenway aus der Politik zurück und widmete sich ihren privaten und geschäftlichen Interessen. Sie starb im Dezember 1953 und wurde auf dem Selmes-Familienfriedhof in Kentucky beigesetzt.